# Новоихсаново
Новоихсаново (баш. Яңы Ихсан) — село  в Чекмагушевском районе Республики Башкортостан Российской Федерации. Входит в состав Башировского сельсовета.

## Топоним
Ойконим Новоихсаново связано с Староихсаново и восходит к сочетанию Новое Ихсаново, образованное для обозначения старой и новой деревни Ихсаново (деревня Иксанова в «Списке населенных мест по сведениям 1870 года»). 

## География
Находится на реке Совады.

### Географическое положение
Расстояние до:
- районного центра (Чекмагуш): 23 км,
- центра сельсовета (Старобаширово): 8 км,
- ближайшей ж/д станции (Уфа): 87 км.

## Население
| 2002 | 2009 | 2010 |
| ---- | ---- | ---- |
| 199  | ↘153 | ↘138 |

Национальный состав
Согласно переписи 2002 года, преобладающие национальности — татары (60 %), башкиры (35 %).

## Известные уроженцы
- Зайнуллин, Хамит Хисматуллович (15 апреля 1931 года — 1 ноября 2000 года) — тракторист колхоза «Чермасан» Чекмагушевского района БАССР, Герой Социалистического Труда.

## Инфраструктура
Личное подсобное хозяйство с зоной сельскохозяйственного использования, индивидуальная застройка усадебного типа.
Основа экономики — сельское хозяйство.
Новоихсановский сельский Дом культуры.

## Транспорт
Село доступно автотранспортом по подъездной дороге от автодороги республиканского значения 80К-008.